# Mijaíl Anikushin
Mijaíl Konstantínovich Anikushin (en ruso: Михаи́л Константи́нович Анику́шин; Moscú, 2 de octubre de 1917-San Petersburgo, 18 de marzo de 1997) fue un escultor soviético y ruso. Artista del pueblo de la URSS (1963), Héroe del Trabajo Socialista (1977). Recibió el Premio Lenin en 1958. Miembro del Partido Comunista de la Unión Soviética desde 1944.

## Biografía
Mijaíl Aninkushin nació el 2 de octubre de 1917 en Moscú en una familia obrera. Estudió en el Instituto Repin de 1937 a 1947, interrumpiéndolos en los años de la Gran Guerra Patria (1941-1945). Asimismo cursó estudios paralelos entre 1935 y 1936 en la Academia de Toda Rusia con V. S. Bogatyrov, entre 1936 y 1937 en la Escuela de Artes de Leningrado con Gavril Schultz y entre 1937 y 1941 y entre 1945 y 1947 en el Instituto de pintura, escultura y arquitectura Repin con Víktor Sinaiski y Aleksandr Matvéyev. Desde noviembre de 1941 combatió en las filas del Ejército Rojo de Obreros y Campesinos.
Erigió una escultura a Pushkin en Leningrado en 1957 y realizó una serie de varios monumentos dedicados a este escritor. Es considerado un representante de las tendencias clasicistas y tradicionalistas. Es miembro de la Academia de las Artes de la Unión Soviética desde 1962 y miembro de la Comisión de Control Central del Partido Comunista de la Unión Soviética entre 1966 y 1976.
Murió el 18 de marzo de 1997 en San Petersburgo. Fue enterrado en el Literatorske mostik del cementerio de Volkovo de la misma ciudad.

## Condecoraciones y premios
- Héroe del Trabajo Socialista (1977)
- 2 Órdenes de Lenin (1967, 30.9.1977)
- Orden de la Revolución de Octubre
- Orden de la Guerra Patria de 2ª clase (11.3.1985)
- Orden de la Bandera Roja del Trabajo (1.10.1987)
- Orden de la Amistad (28.9.1992)
- Premio Lenin (1958), por su monumento a Pushkin en la Escuela de Artes de Leningrado.
- Premio Estatal de la RSFSR I. E. Repin (1986) por una serie escultórica de retratos contemporáneos (la tejedora Valentina Gólubeva, el obrero Vladímir Chícherov, la bailarina Galina Ulánova y el compositor Gueorgui Svirídov).
- Artista del pueblo de la URSS (1963)
- Ciudadano honorario de San Petersburgo

En su homenaje hay una placa conmemorativa en la escuela donde enseñó (Pesochnaya naberezhnaya nº 16). En San Petersburgo existe un parque con su nombre (en el que se halla su escultura Druzhba (Tantsuyushchie devochki -"Amistad (mujeres bailando)") y una pequeña calle. Una escuela de arte de Kronstadt lleva su nombre. El asteroide nº3358 lleva el nombre del escultor.

## Obras
- «Воин-победитель» (Voin-pobeditel, "Guerrera victoriosa", trabajo de tesis, 1947).
- Retrato de Pushkin (figura sentada en la estación de metro Púshkinskaya de Leningrado, 1954.
- Monumento a Pushkin en la Plaza de las Artes de Leningrado (bronce, granito, 1949-1957, arquitecto Vasili Petrov, inaugurado en 1957).
- Monumento a Pushkin en Tashkent, 1974.
- Retrato de Vladímir Béjterev (1960).
- Monumento a los caídos de la 10.ª División de la NKVD en Volgogrado (1965).
- Retrato del artista Yuri Yuriev (bronce, granito, 1961, necrópolis del Monasterio de Alejandro Nevski.
- Retrato del cosmonauta Guerman Titov (1961).
- Monumento a Lenin en la Plaza de Moscú de Leningrado en 1970 (arquitecto Valentín Kamenski).
- Retrato del general de aviación e ingeniero mecánico aeronáutico Aleksandr Yákovlev (1975).
- Memorial «Героическим защитникам Ленинграда» (Geroicheski zashchitnikam Leningrada, "A los Heroicos Defensores de Leningrado", inaugurado en 1975, arquitectos Valentin Kamenski y Serguéi Speranski).
- Retrato del compositor Gueorgui Svirídov (1980).
- Restrato del artista Nikolái Cherkásov (1975, necrópolis del monasterio de Alejandro Nevski).
- Monumento en la tumba de Reinhold Glière en el cementerio Novodévichi de Moscú.
- Busto del ingeniero mecánico aeronáutico Nikolái Kutnezov, inaugurado el 19 de agosto de 1986 en la Plaza Kutnezov de Samara.
- Monumento a Pushkin en la estación de metro Chornaya rechka de Leningrado, 1982.
- Composición «Мир» (Mir, "Paz") en el Parque de la Paz de Nagasaki (Japón).
- Monumento a Galina Ulánova en el parque de la Victoria de Moscú (inaugurado el 30 de mayo de 1984).
- Monumento a Lenini en la plaza central de Najodka (12 de julio de 1984).
- Monumento a Pushkin (1993) y Mijaíl Kutúzov (1995) en Kaliningrado.
- Monumento a Chéjov en el callejón (pereulok) Kamergerski de Moscú (1997).
- Monumento a Chéjov en Chéjov.[4] Estatua de tres metros de bronce del escritor, fue la primera obra del escultor dedicada a Chéjov.
- Monumento «Слава Российскому флоту» («Морякам и создателям флота России») (Slava Rosiskomu flotu (Moriakam i sozdateliam flota Rosi) "Gloria a la Flota Rusa (A los Marinos y fundadores de la flota de Rusia)" inaugurado el 2 de noviembre de 1996 en los jardines de la Escuela Najímov.

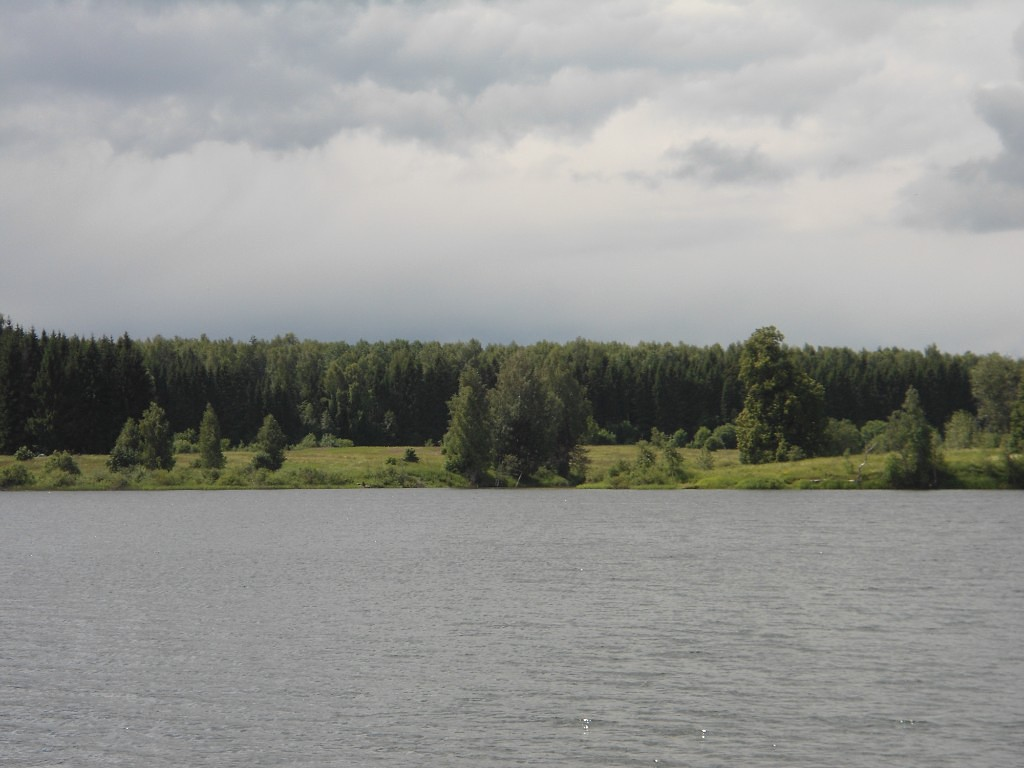
Monumento a la "Gloria de la Flota Rusa" en San Petersburgo.
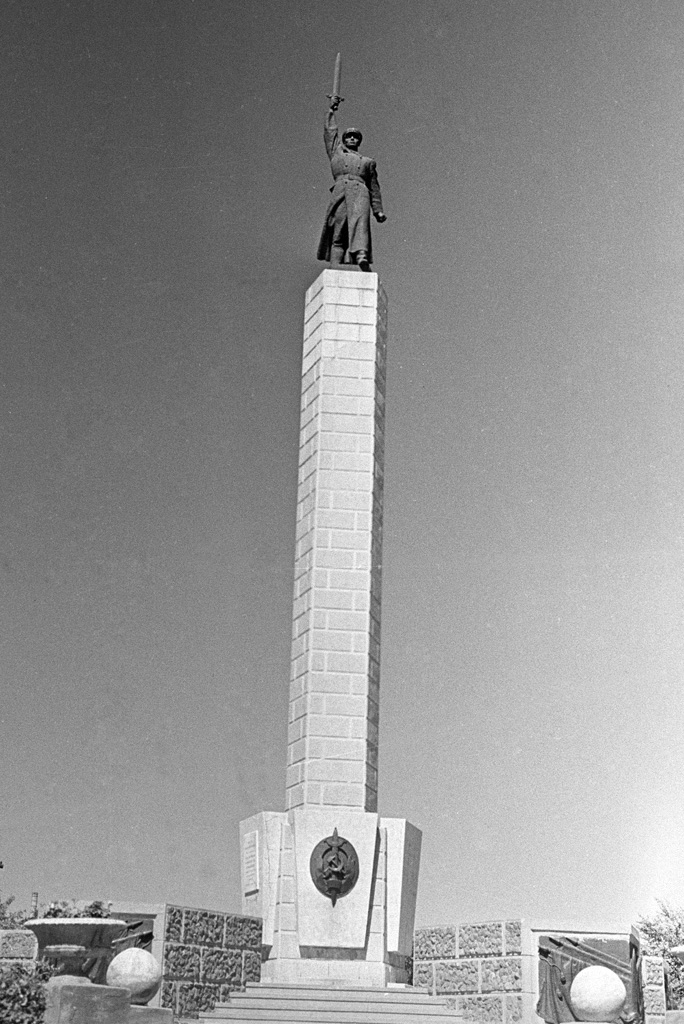
Monumento a los caídos de la 10ª División de la NKVD en Volgogrado.